# Zamek w Beracie
Zamek w Beracie (alb. Kalaja e Beratit) – zamek w miejscowości Berat, w środkowej Albanii, zbudowany na skalistym wzgórzu na lewym brzegu rzeki Osum. Większość zabudowań pochodzi z XIII wieku, chociaż są starsze fragmenty. W obrębie fortecy znajdują się bizantyńskie kościoły oraz osmańskie meczety. 
W 2008 roku historyczne centrum miasta Berat zostało dodane do listy światowego dziedzictwa UNESCO poprzez rozszerzenie umieszczonego w 2005 roku wpisu dotyczącego miasta Gjirokastra.

## Historia
Pierwsze ślady cytadeli są datowane na drugą połowę IV w. p.n.e., kiedy to Ilirowie kontrolowali okolicę. W II w. p.n.e. Rzymianie zdobyli budowlę. Twierdza została wzmocniona w V wieku za panowania cesarza Teodozjusza II (w celu ochrony przed najazdami barbarzyńców) oraz w VI wieku za Justyniana I. W 860 roku zamek zdobyli Bułgarzy, pod władzę Bizancjum wrócił w 1018 roku. Przez siedem miesięcy w latach 1280–1281 znajdował się w rękach Normanów. W XIII wieku władał nim despota Epiru Michał I Angelos, który przyczynił się do rozbudowy fortyfikacji. W XIII wieku na szczycie wzgórza zbudowano cytadelę, która miała służyć jako strefa obrony w przypadku przełamania pierwszego pasa umocnień. W połowie XIV wieku zamek znajdował się w rękach Jana Komnena Asena. W 1417 roku zamek trafił pod władzę turków osmańskich.

## Architektura
Obszar twierdzy otoczony murami obronnymi ma kształt zbliżony do wydłużonego trójkąta zlokalizowanego na szczytowej części wzgórza.
W dzisiejszym stanie fortyfikacje Berat reprezentowane są głównie przez bizantyjsko-osmańską architekturę muru obronnego, z 24 wieżami i 4 wejściami oraz kilkoma śladami wcześniejszej fazy antycznej. Mury obronne najlepiej zachowały się od strony północnej, od której też znajduje się główne wejście bronione przez ufortyfikowany dziedziniec. 
Zabudowa mieszkalna zachowała się głównie w części północnej i wschodniej, jest ona częściowo nadal zamieszkana. Budynki wewnątrz twierdzy zostały zbudowane w XIII wieku. Ludność twierdzy była chrześcijańska, w związku z czym było tu wiele cerkwi (najczęściej wybudowanych w XIII wieku) i tylko dwa meczety, z których korzystał garnizon turecki. W najwyższej części (cytadela) przeważają ruiny zabudowy tureckiej, gdzie zachowały się resztki tureckich koszar i Białego Meczetu.
Współcześnie na terenie fortecy znajdują się cerkwie, m.in. NMP z Blacherne, św. Teodora z XVI wieku (w pobliżu bramy głównej, na lewo od niej), Trójcy Świętej, ruiny dwóch meczetów: Biały Meczet i starszy od niego Czerwony Meczet (wybudowany pod koniec XV wieku dla tureckich kupców, z którego zachował się minaret), Muzeum Ikon Onufrego (zlokalizowane w dawnej katedrze) oraz zbiorniki na wodę.

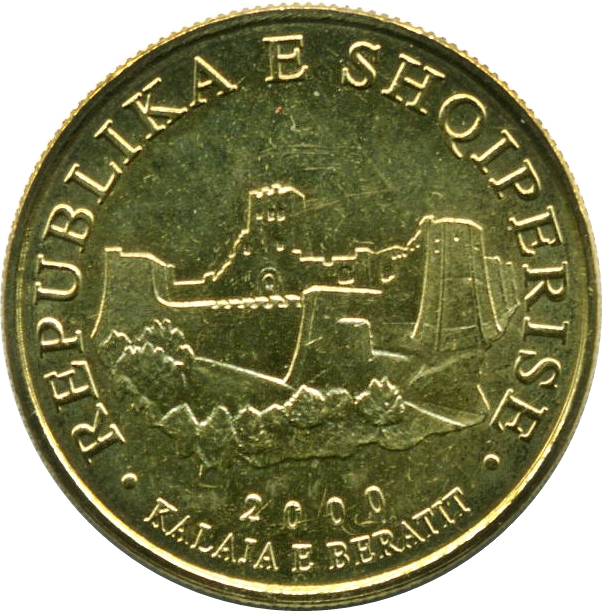
Albańskie 10 leków (rewers) z wizerunkiem zamku Berat

Wizerunek zamku Berat został umieszczony na rewersie albańskiej monety 10 leków, wydanej w 1997, 2001, 2010 i 2014 roku.